# Austin FX4
El Austin FX4 es un taxi que se produjo desde 1958 hasta 1997. Fue vendido por Austin desde 1958 hasta 1982, cuando Carbodies, que había estado produciendo el FX4 para Austin, se hizo cargo de los derechos intelectuales del automóvil. Continuaron la producción hasta 1984, cuando London Taxis International se hizo cargo de los derechos del FX4, y lo produjeron hasta 1997. En total, se construyeron más de 75,000 FX4. 
- Datos: Q781084
- Multimedia: Austin FX4 / Q781084